# Fruitport
Fruitport est un village du comté de Muskegon, dans l'État du Michigan, aux États-Unis. En 2020, il comptait une population de 1 103 habitants.